# Max Friedlaender

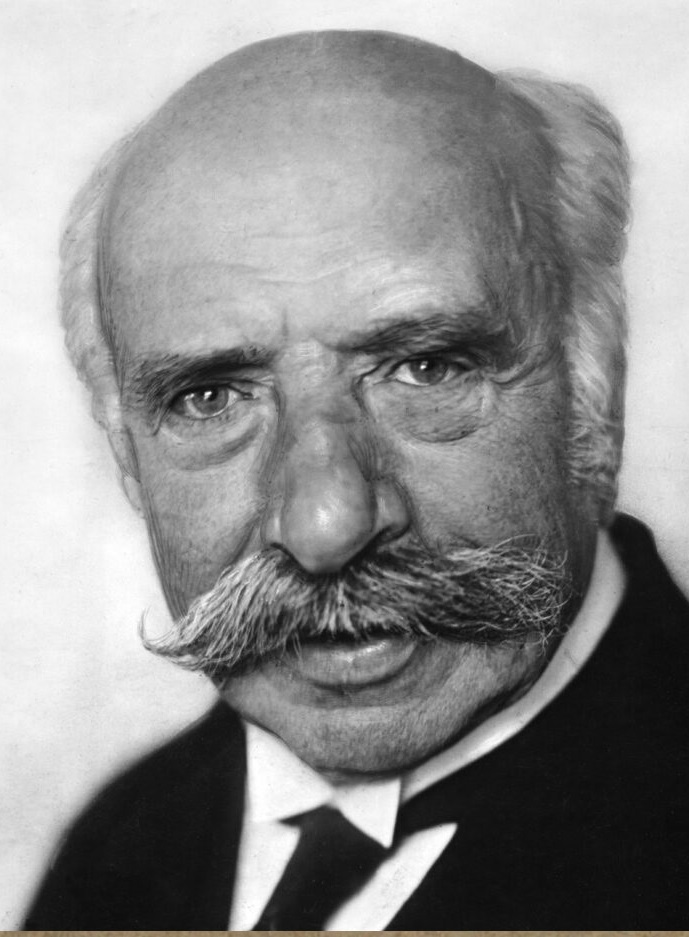
Max Friedlaender (1925)

Max Friedlaender (Brzeg, 12 ottobre 1852 – Berlino, 2 maggio 1934) è stato un filosofo, musicologo e compositore tedesco.

## Biografia

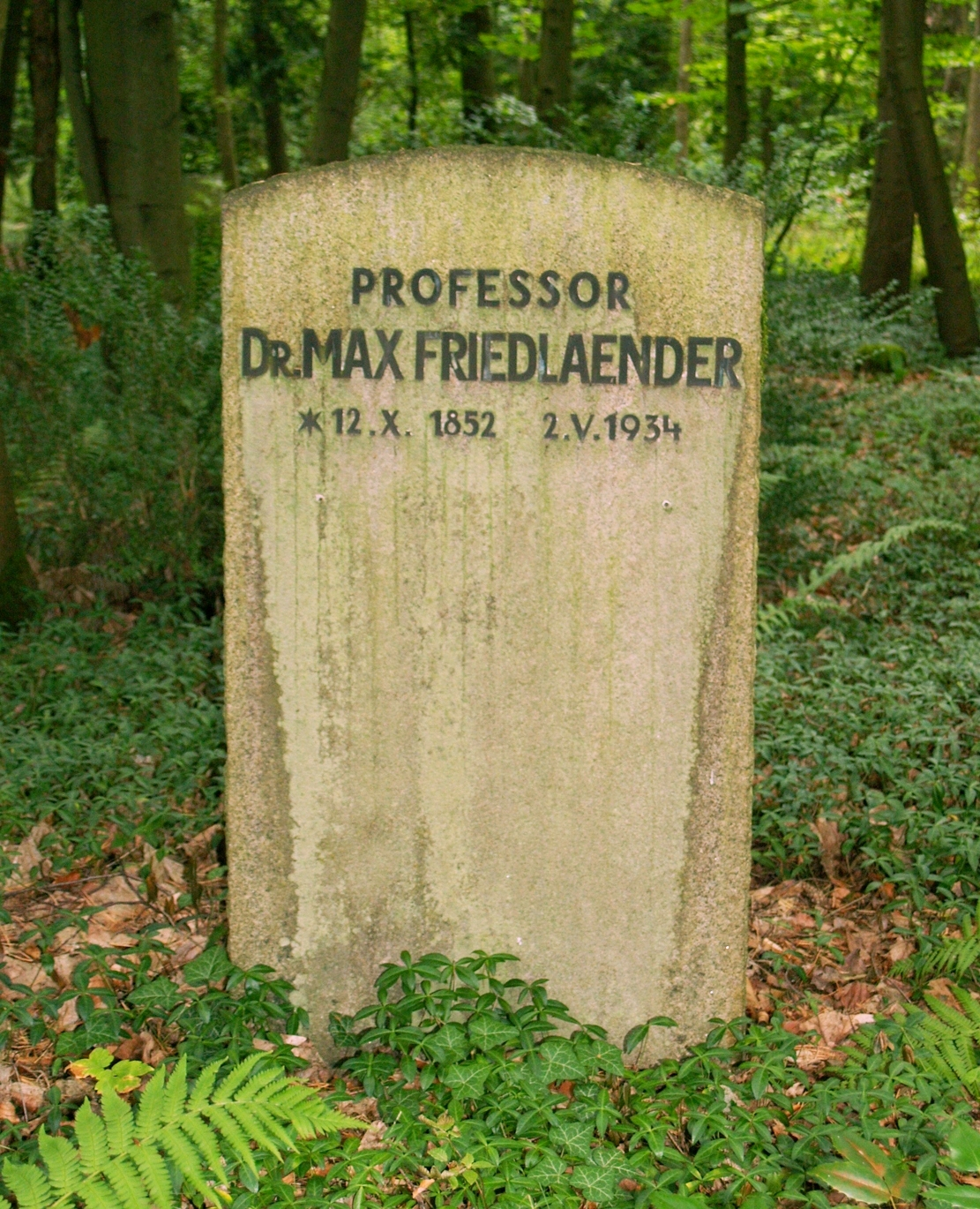
Tomba di Max Friedlaender

Max Friedlaender incominciò il suo percorso di studi a Londra e a Francoforte sul Meno.
È stato un pupillo di Manuel García e di Julius Stockhausen ed il suo debutto come cantante risale al London Monday Popular Concerts effettuato nel 1880.
Ha studiato filosofia a Rostock, dove si è laureato nel 1887 con la dissertazione intitolata Beiträgen zur Biographie franz Schuberts ("Note sulla biografia di F.Schubert").
Sette anni dopo ottenne l'incarico di docente di musica all'Università di Berlino.
Nel 1911 diventò dottore onorario alla Università di Harvard di Cambridge.
Durante gli anni venti si dedicò, assieme a Bolte e Meier, alla costituzione degli archivi di musica folk germanica, (Deutscher Volksliedarchiv), che di fatto si rivelarono un'arma a doppio taglio, in quanto Friedlaender era pur sempre di origine ebraica, e il frutto del loro lavoro fu utilizzato per la propaganda antisemita del regime nazista.
Tra le sue attività più significative, vanno ricordate la riscoperta dei Lieder inediti di Schubert, di cui, tra l'altro, curò la stampa, oltre a quelli di Robert Schumann, Felix Mendelssohn e delle canzoni scozzesi di 
Beethoven.
Friedlaender ha curato una scuola di coro, ha lavorato sulla tecnica vocale e sull'addestramento vocale di Julius Stockhausen e ha scritto un gran numero di saggi sulla canzone moderna.
Tra le sue pubblicazioni, ricordiamo: Goethes Gedichte in der Musik (1891), Das deutsche Lied im 18 Jahrhundert.

## Opere principali
- 1885: 100 Deutsche Volkslieder (100 canzoni popolari tedesche);
- 1887: Beiträge zur Biographie Franz Schuberts (Contributi alla biografia di Franz Schubert);
- 1889: Beethoven's Schottische Lieder (Canzoni scozzesi di Beethoven);
- 1891: Chorschule (Manuale di musica corale);
- 1894: Wiegenlieder (Ninna nanne);
- 1896: Gesänge von Beethoven (Canzoni di Beethoven);
- 1896: Goethe's Gedichte in der Musik (Poemi di Goethe in musica);
- 1899: Haydn's Canons (Canone di Haydn);
- 1902: Das deutsche Lied im 18. Jahrhundert 2 volumi (La canzone tedesca nel XVIII secolo);
- 1922: Brahms’ Lieder. Einführung in seine Gesänge für eine und zwei Stimmen (Le canzoni di Brahms. Introduzione alle sue canzoni per una e due voci ).